# Ivan Kramár
Ivan Kramár (17. prosince 1938 Cífer – 21. července 2002 Máchovo jezero) byl slovenský fotbalový obránce. Po skončení hráčské kariéry se stal diplomatem.
Po absolvování jedenáctiletky v Trnavě vystudoval stavební průmyslovku (1959). Po návratu ze základní vojenské služby pracoval jako technik u Pozemních staveb v Trnavě a rok (1963–1964) jako brigádník na dole v Petřvaldu. V roce 1964 začal studovat fakultu žurnalistiky, v letech 1965–1970 absolvoval Státní institut mezinárodních vztahů v Moskvě (MGIMO). Na federálním Ministerstvu zahraničních věcí nastoupil k 1. srpnu 1972 ke 4. odboru (německo-rakouský). Z federálního MZV odešel ke 31. březnu 1991. Poté si v Bratislavě založil stavební firmu.

## Hráčská kariéra
Od konce 50. let 20. století byl v širším kádru A-mužstva Spartaku Trnava. V nejvyšší soutěži za něj nastoupil v jediném utkání, aniž by skóroval (04.03.1962).
Jako dvacetiletý absolvoval se Spartakem Trnava měsíční zájezd na Blízký východ (Sýrie, Libanon, Irák).

### Prvoligová bilance
| Ročník             | Zápasy | Góly | Minuty | Klub              |
| ------------------ | ------ | ---- | ------ | ----------------- |
| I. liga 1961/62    | 1      | 0    | 58     | TJ Spartak Trnava |
| CELKEM I. ČS. LIGA | 1      | 0    | 58     |                   |